# GOCE
GOCE（英語: Gravity Field and Steady-State Ocean Circulation Explorer、ゴーチェ）は、2009年3月17日に打ち上げられた欧州宇宙機関（ESA）の人工衛星。ESAの地球観測計画「Living Planet Programme」によって打ち上げられた科学衛星シリーズのひとつであり、地球の地殻と海洋の密度の違いを見分けられる程度の高性能の重力傾斜計を備えている。
GOCEのデータは、火山地域の様子を調べたり、海洋の動きについて新たな知見を加える等、様々な用途に用いられている。特に後者は、ミッションの重要な目的になっている。他の衛星の高度計で集められた海面高による重力のデータと合わせることで、地衡流の方向や速度を追うことができる。軌道の低さとシステムの正確性によって、ジオイドの正確性や解像度を改善することが期待されている。
衛星の矢のような形と羽根は、まだわずかな大気が残っている260kmという高度を飛ぶ際に、衛星を安定させるのに役立っており、宇宙のフェラーリとの異名を持つ。さらにイオンエンジンの噴射によって、機体を振動させずに大気抵抗による減速を防ぎ、軌道高度を維持することができる。この機体は、3つの軸で重力の勾配を正確に測定することができる高感度の加速度計を3組備えている。
GOCEは、より精度の高い重力マップを作成するために、2012年8月から高度を255kmから235kmに下げて運用を行い、世界で最も低い高度を周回する衛星となっていた。2013年10月21日にイオンエンジンで使用しているキセノンが枯渇したため高度が低下、11月11日午前2時45分（日本時間JST同日午前10時45分）に大気圏に突入した。

## ミッションの目的
- 10-5ms-2（1ミリガル）の精度で[4]重力異常の決定。解像度を上げるために、衛星は異常に低い軌道を飛んでいる。
- 1-2cmの正確性でジオイドを決定する。
- 上記を100kmの空間分解能で達成する。

## 発見と応用
最終的な重力マップとジオイドのモデルは、世界中の人々に次のような事項を導く正確なデータを提供する。
- 岩石圏、マントルの組成、レオロジー、プレートの隆起、沈み込みのプロセス等について新しい洞察を与える、地球の内部構造に関するより正確な理解
- 海流と熱対流に関するより正確な理解

2014年11月に従来よりも精度の高い海洋大循環のモデルを公開
- 地形学の過程、海面変化の研究に用いる基準面の高さのシステム
- 極地方の氷床の厚さや動きのより正確な評価[6]

## 打上げと運用
GOCEは、14時21分（UTC）にロシア北部のプレセツク宇宙基地から打上げられた。ロコットロケットは、戦略兵器削減条約で廃棄された大陸間弾道ミサイルSS-19を改良したものであった。GOCEは、軌道傾斜角96.70°、昇交点18:00の太陽同期軌道に投入され、295kmの地点でロケットから分離された。衛星の軌道はその後45日かけて予定された270kmの高度まで降下する。この間、衛星の電気推進システムが高度制御の信頼性をチェックする。
打上げは当初2009年3月16日に予定されていたが、発射台の不具合により延期された。翌3月17日の14時21分（GMT）に打ち上げが成功し、ロケットは衛星を積んで北極海上空を北方に飛行した。約90分後、衛星は軌道傾斜角96.7°、高度280kmの周極軌道に無事投入された。分離の直後、通信も正常に確立された。
2010年2月に衛星のコンピュータに故障が生じバックアップコンピュータに管制を切り替えたが、こちらも2010年7月に故障して観測データが送信不能となった。調査の結果、コンピュータとテレメトリモジュール間の通信リンクに問題点が見つかり、ソフトウェアのパッチ適用によって2010年9月には機能を復旧し観測を再開した。
2011年3月11日に発生した東北地方太平洋沖地震に際して、30分後の太平洋沖上空と55分後の欧州上空を通過中に、超低周波音の波面を観測し、『ジオフィジカル・リサーチ・レターズ』(英語版)に研究報告が掲載された。

## ペイロード
衛星のメインのペイロードは、地球の重力場を観測する静電重力傾斜計であり、これは地球の重力の極わずかな変動に反応する3組の超高感度な加速度計から構成されている。これらが重力場の違う場所に置かれているため、地球からの重力加速度のわずかな違いが検出できる。傾斜計の3軸は、重力傾斜のテンソルの5つの独立した成分を同時に観測することができる。
その他のペイロードとしては、衛星同士の間の追跡のためのGPS受信機、衛星に働く重力以外の力に対する補償システム、高度に洗練された推進システム、地上基地のレーザーによる追跡を可能にするレーザー光再帰反射器等がある。

## 動力

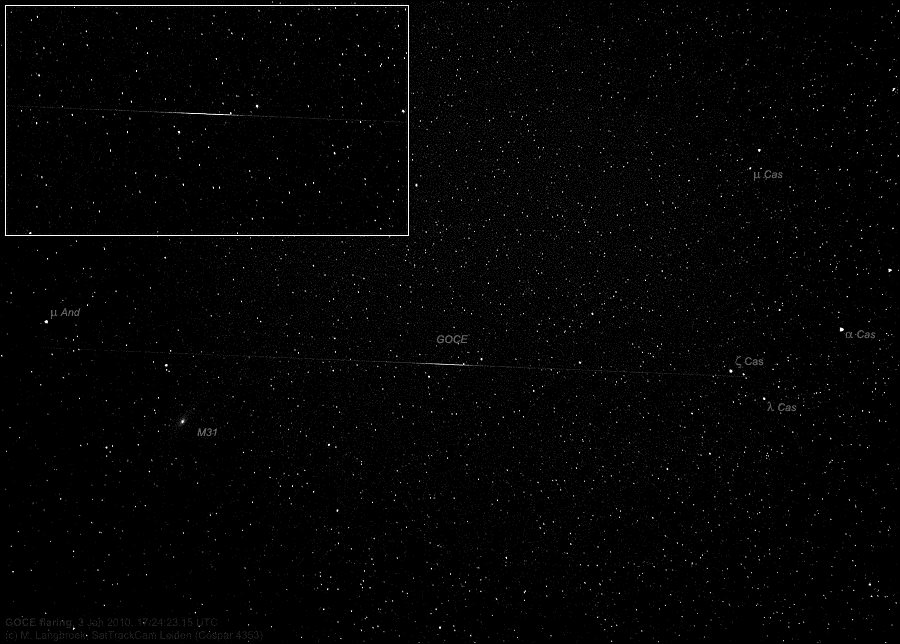
2010年1月3日にオランダで観測されたGOCE

GOCEには、太陽に向く面を覆うように太陽電池パネルが取り付けられており、1300ワットの電力を発生することができる。
2基のイオン推進エンジン（en:Qinetiq社 T5）によって、キセノンを4万m/sまで加速することができ、大気摩擦による軌道の減衰を補う。GOCEのミッションは、40kgのキセノンのタンクが空になった時に終了し、これは当初の計画でおよそ20カ月と見込まれた。
5m×1mのフレームが太陽電池パネルに取り付けられており、衛星が電離層や熱圏を飛行する際に機体の安定に役立っている。

## 再突入・落下
GOCEは非常に低い軌道を飛行しており、イオンエンジンを連続的に噴射することで高度を維持しているため、キセノンが枯渇すると大気の抵抗のため約3週間で落下する事になる。太陽活動が予想よりも弱く、燃料の消費が少なくて済んだため、2012年8月からは高度を255kmから235kmに下げ、さらに2013年8月には223.88kmにまで下げて運用していた。この軌道では、2013年9月末から11月初めまでのどこかの時点でキセノンが枯渇すると見込まれ、特に10月中旬（10月16日か17日頃）の可能性が最も高いと予想されていた。
再突入解析によれば、1,000kgの重さがあるこの衛星は、最大で250kgが燃え尽きずに落下し、40個から50個の破片が900kmの範囲に広がって落下すると予想された。この再突入は制御不能状態となるため、破片がどこに落下するかを予測するのは直前まで不可能である。
GOCEのキセノンは2013年10月21日に枯渇し、11月11日午前2時45分（日本時間JST同日午前10時45分）に大気圏に突入した。